# Бордачев, Тимофей Вячеславович
Тимофей Вячеславович Бордачев (род. 28 января 1973, Ленинград) — российский политолог, специалист в области международных отношений. Научный руководитель Центра комплексных европейских и международных исследований факультета Мировой экономики и мировой политики НИУ — ВШЭ, Программный директор Валдайского клуба.

## Биография
Родился в Ленинграде 28 января 1973 года.
В 1995 году с отличием окончил исторический факультет Санкт-Петербургского государственного университета.
В 1997 году получил степень магистра Европейской политики и администрирования в Колледже Европы в Брюгге (Бельгия).
В 1998 году защитил кандидатскую диссертацию в Санкт-Петербургском государственном университете, кандидат политических наук.
С 1998 года по 2001 год работал в институтах Российской Академии Наук в должностях младшего, затем старшего научного сотрудника.
С 1998 года по 2003 год работал в Московском центре Карнеги в должности ответственного секретаря журнала «Pro et Contra».
С 2004 года — заместитель главного редактора журнала «Россия в глобальной политике», руководитель исследовательских программ Совета по внешней и оборонной политике (СВОП).

## Научные интересы
- Российско-европейские отношения
- Внешняя политика Европейского союза
- Отношения между властью и бизнесом в Европе
- Европейская и международная безопасность.

## Основные публикации
- Новый интервенционизм и современное миротворчество. М.: МОНФ, 1998.
- Пределы Европеизации. Россия и Европейский союз в 1991—2007 годах: теория и практика отношений. М.: Издательский дом ГУ — ВШЭ. 2007. — 258 с.
- Новый стратегический союз. Россия и Европа перед вызовами XXI века: возможности «большой сделки». М.: Европа, 2009. — 304 с.
- Лики силы: интеллектуальная элита России и мира о главном вопросе мировой политики / Рук.: С. А. Караганов; под общ. ред.: С. А. Караганов, Т. В. Бордачев. М. : Международные отношения, 2013.
- Хороший враг Турция // Россия в глобальной политике. 2020.
- Россия и Азия: парадоксы новой реальности. / Бордачев Т. В., Харина О. А. — М. : Фонд развития и поддержки Международного дискуссионного клуба «Валдай», 2023.
- Русская внешнеполитическая культура и Орда: статья-гипотеза. «Ордынская эпоха» формирует уникальные черты современной российской внешней политики // Россия в глобальной политике. 2023. Т. 21. № 1. С. 210—237.
- Концепция богоизбранности Русской земли в период формирования единого государства с центром в Москве: внешнеполитический аспект // Христианское чтение. 2023. № 3.

## Санкции
В октябре 2022 года, на фоне вторжения России на Украину, Международная рабочая группа по вопросам санкций Ермака — Макфола включила Бордачева в список пропагандистов и идеологов войны, которые «создают лживые нарративы в соответствии с политикой Кремля», с предложением введения против него санкций.

7 января 2023 года Бордачева внесён в санкционные списки Украины, так как он «участвовал в формировании и активно популяризирует нарративы российской власти об искусственном происхождении украинского государства». 3 февраля 2023 года внесён в санкционный список Канады «российских агентов дезинформации» как причастный к распространению российской дезинформации и пропаганды.
В 2024 году внесен в санкционные списки Евросоюза.